# Sille
Sille er en tyrkisk landsby der ligger i en dal 7 kilometer vest for byen Konya.
Byen har været beboet siden frygisk tid.
Den var en af de første kristne centre.
Både Sankt Paul og senere Mevlana besøgte Sille.
Indtil 1920'ernes deportationer boede der kristne grækere i Sille.
En af de mest markante bygninger i Sille er Sankt Helene kirken.
Den oprindelige kirke blev bygget allerede i år 327. I 1833 og igen i 1880 blev den repareret.
I dag er den åben for turister.
Den mindre kirke ved navn Tepe knejser på lille bakke der også har den muslimske kirkegård.
Denne kirkes tag er styrtet sammen.
Kilder angiver at der i den byzantiske periode var 60 kirker og klostre
I byen findes også huler der er udhugget i tufa klipperne, som det også kendes fra Kappadokien.